# Phaeosphaeria roemeriani
Phaeosphaeria roemeriani är en svampart som beskrevs av Kohlm., Volkm.-Kohlm. & O.E. Erikss. 1998. Phaeosphaeria roemeriani ingår i släktet Phaeosphaeria och familjen Phaeosphaeriaceae.   Inga underarter finns listade i Catalogue of Life.